# Феркешень
Феркешень, Феркешені (рум. Fărcășeni) — село у повіті Ясси в Румунії. Входить до складу комуни Струнга.
Село розташоване на відстані 308 км на північ від Бухареста, 52 км на захід від Ясс.

## Населення
За даними перепису населення 2002 року у селі проживали 1949 осіб, усі — румуни. Усі жителі села рідною мовою назвали румунську.